# Работа (фильм)
«Работа» (англ. Work, другие названия — Charlie at Work / Charlie the Decorator / Only a Working Man / The Paperhanger / The Plumber) — немой короткометражный фильм Чарли Чаплина, выпущенный 21 июня 1915 года.
Впоследствии один эпизод из этого фильма (ассистент обойщика высовывается из поломанной плиты) вошёл в ленту «Тройная неприятность», смонтированную Лео Уайтом из эпизодов нескольких чаплинских фильмов без согласия самого Чаплина.

## Сюжет
Хозяин одного богатого дома никак не может выбраться на работу, так как испортилась газовая плита, и он не может позавтракать. В это время в дом прибывает обойщик на огромной тележке, которую тащит его бедолага-ассистент. Хозяйка дома подробно рассказывает рабочим, чего она от них хочет, и они приступают к работе. Однако работа не слишком продвигается: ассистент постоянно отвлекается то на обнажённую статуэтку, то на симпатичную горничную, что приводит к ряду комичных эпизодов. Ситуация окончательно выходит из-под контроля, когда появляется любовник хозяйки дома, думающий, что муж уже уехал на работу.

## В ролях
- Чарли Чаплин — ассистент обойщика
- Эдна Пёрвиэнс — горничная
- Чарльз Инсли — Иззи Э. Уэйк, обойщик
- Билли Армстронг — хозяин дома
- Марта Голден — жена хозяина дома
- Лео Уайт — любовник жены
- Пэдди Макгуайр — приятель обойщика